# Paisaje de mar y montañas
Paisaje de mar y montañas es un óleo sobre lienzo del pintor flamenco Joos de Momper. Fue pintado a principios de la década de 1620 y actualmente se encuentra en el Museo del Prado de Madrid (España).

## Descripción
De Momper realizó pinturas que contenían y resaltaban tanto el paisaje como la gente común involucrada en actividades cotidianas variadas. Tenía algunos modelos que repitió a lo largo de su obra. Tales modelos eran populares entre los flamencos en ese momento. Uno de ellos consistió en la representación de un gran paisaje con algunas figuras reducidas en primer plano, realizando actividades cotidianas. En esta pintura, de Momper retrató a cazadores, mendigos y jinetes.
Al fondo, hay una vista extensa de las montañas que se funden con el océano, con una vista impresionante de un golfo. La pintura muestra la obra imaginativa del artista flamenco. Flandes es una tierra bastante llana, pero De Momper era parte de un grupo de paisajistas barrocos flamencos que pintaban vistas más grandes, más fantásticas y aparentemente anticuadas que otros paisajistas. Estos siempre contaron con topografía montañosa y tierras exóticas. En lugar de ser innovadores los paisajistas más realistas, fueron pintores como De Momper quienes pintaron paisajes más imaginarios (a los que se les pagó más) para satisfacer los gustos sofisticados de los mecenas y coleccionistas de arte.
En esta pintura, la influencia del pintor flamenco Pieter Brueghel el Viejo se percibe de muchas formas. Cabe destacar el horizonte alto.

## Historia
Esta pintura forma parte de la Colección Real de España desde al menos principios del siglo XVIII. En 1700 se instaló en el Palacio del Buen Retiro de Madrid. Actualmente se encuentra en el Museo del Prado de la misma ciudad.